# FIFA év játékosa 1993
A díjat 1993-ban az olasz Roberto Baggio nyerte.

## Végeredmény
| #  | Játékos            | Pont | Csapat(ok)                 |
| -- | ------------------ | ---- | -------------------------- |
| 1  | Roberto Baggio     | 152  | Juventus                   |
| 2  | Romário            | 84   | PSV Eindhoven FC Barcelona |
| 3  | Dennis Bergkamp    | 58   | Ajax Internazionale        |
| 4  | Hriszto Sztoicskov | 29   | FC Barcelona               |
| 5  | Peter Schmeichel   | 22   | Manchester United          |
| 6  | Faustino Asprilla  | 21   | Parma                      |
| 7  | Bebeto             | 16   | Deportivo La Coruña        |
| 8  | Ronald Koeman      | 15   | FC Barcelona               |
| 9  | Tony Yeboah        | 13   | Eintracht Frankfurt        |
| 10 | Raí                | 12   | São Paulo Paris SG         |